# صموئيل هربرت ويلسون
صموئيل هربرت ويلسون (بالإنجليزية: Samuel Herbert Wilson)‏ هو سياسي جامايكي، ولد في 1873، وتوفي في 1950. انتخب Governor of Jamaica ‏.